# Sumi Jo
Sumi Jo es una soprano surcoreana nacida en Seúl el 22 de noviembre de 1962.
Después de graduarse en canto y piano en su país, en la Escuela de Arte Sun Hwa de Seúl, llega a Italia en 1983 para estudiar canto en la Academia de Santa Cecilia en Roma, especialmente con el tenor Carlo Bergonzi. En 1985 obtiene su diploma, después de tres años de estudio en Música Vocal y Piano.
Debuta en 1986 en el Teatro Comunal Giuseppe Verdi de Trieste en el rol de Gilda, de Rigoletto. La performance de esta presentación atrae la atención de Herbert von Karajan, quien la llamó "una voz del cielo".
En 1988 se prepara para su primera vez en el Festival de Salzburgo con el pequeño rol de Barbarina, de Las bodas de Fígaro. Más tarde, interpreta los roles de Oscar en Un baile de máscaras, y la Reina de la Noche de La flauta mágica. 
Luego llegarán todos los grandes roles del repertorio de coloratura, tales como Lucia, Zerbinetta, Fiorilla, Amina, Elvira, etc., bajo la conducción de los célebres directores Georg Solti, Zubin Mehta, Lorin Maazel y Richard Bonynge.
Compartió un premio Grammy por Mejor Grabación de Ópera, en 1992, por la interpretación de Die Frau ohne Schatten, de Richard Strauss. También participó en la banda de sonido del filme La novena puerta de Wojciech Kilar, cuyo tema principal estaba basado en una melodía de Rajmáninov (Vocalise).
En 1993 debuta con éxito en el Teatro Colón de Buenos Aires como Zerbinetta en Adriadne auf Naxos, regresa en 1996 para La Reina de la Noche, en 1997 como Gilda junto al Rigoletto de Leo Nucci y para una gala lírica en 2012.
Lejos de encasillarse en la Reina de la Noche, la cual ha cantado en casi todas las óperas del mundo y en numerosas grabaciones, ha incursionado exitosamente en otros géneros como la Ópera francesa, desde las más ligeras (Auber, Adam, Offenbach) hasta las más profundas (Massenet, Gounod, Charpentier), a las cuales se adapta perfectamente su voz.
Dotada de una voz de coloratura excepcional, la cual domina aparentemente sin esfuerzos, Sumi Jo sabe caracterizar sus personajes combinando un timbre brillante con una gran precisión en la interpretación.